# Resolución 595 del Consejo de Seguridad de las Naciones Unidas
La resolución 595 del Consejo de Seguridad de las Naciones Unidas, adoptada por unanimidad el 27 de marzo de 1987, después de observar con lamento la muerte del juez y vicepresidente de la Corte Internacional de Justicia Guy Ladreit de Laucharrière el 10 de marzo, el Consejo decidió que en concordancia al Estatuto de la Corte las elecciones para llenar la vacante se efectuarían el 14 de septiembre en una sesión del Consejo de Seguridad y durante la cuadragésimo primera sesión de la Asamblea General.
Laucharrière fue un diplomático francés que había representado a su país en las Naciones Unidas. En 1982 había sido elegido en la CIJ y fue elegido como vicepresidente en 1985. El período de su cargo iba a terminar en febrero de 1988.